# 사카호기역
사카호기역(일본어: 坂祝駅)은 일본 기후현 가모 군 사카호기정에 있는 도카이 여객철도 다카야마 본선의 역이다. 상대식 승강장 2면 2선을 가지고 있는 지상역이다.

## 타는 곳
| 1 | ■ 다카야마 본선 | 상행 | 기후 · 나고야 방면       |
| 2 | ■ 다카야마 본선 | 하행 | 미노오타 · 다카야마 방면 |

## 역 주변
- 사카호기 정청
- 니혼 라인

## 인접 정차역
| 도카이 여객철도 다카야마 본선 | 도카이 여객철도 다카야마 본선 | 도카이 여객철도 다카야마 본선            |
| ----------------------------- | ----------------------------- | ---------------------------------------- |
| 우누마 기후 방면              | ■ 다카야마 본선               | 미노오타 미노오타·다카야마·이노타니 방면 |